# Vincent Ndoumbe
Pour les articles homonymes, voir Ndoumbe (homonymie).
 (juillet 2025).
Si vous disposez d'ouvrages ou d'articles de référence ou si vous connaissez des sites web de qualité traitant du thème abordé ici, merci de compléter l'article en donnant les références utiles à sa vérifiabilité et en les liant à la section « Notes et références ».
 (juillet 2025).
La mise en forme du texte ne suit pas les recommandations de Wikipédia : il faut le « wikifier ».
Les points d'amélioration suivants sont les cas les plus fréquents :
- Les titres sont pré-formatés par le logiciel. Ils ne sont ni en capitales, ni en gras.
- Le texte ne doit pas être écrit en capitales (les noms de famille non plus), ni en gras, ni en italique, ni en « petit »…
- Le gras n'est utilisé que pour surligner le titre de l'article dans l'introduction, une seule fois.
- L'italique est rarement utilisé : mots en langue étrangère, titres d'œuvres, noms de bateaux, etc.
- Les citations ne sont pas en italique mais en corps de texte normal. Elles sont entourées par des guillemets français : « et ».
- Les listes à puces sont à éviter, des paragraphes rédigés étant largement préférés. Les tableaux sont à réserver à la présentation de données structurées (résultats, etc.).
- Les appels de note de bas de page (petits chiffres en exposant, introduits par l'outil «  Source ») sont à placer entre la fin de phrase et le point final[comme ça].
- Les liens internes (vers d'autres articles de Wikipédia) sont à choisir avec parcimonie. Créez des liens vers des articles approfondissant le sujet. Les termes génériques sans rapport avec le sujet sont à éviter, ainsi que les répétitions de liens vers un même terme.
- Les liens externes sont à placer uniquement dans une section « Liens externes », à la fin de l'article. Ces liens sont à choisir avec parcimonie suivant les règles définies. Si un lien sert de source à l'article, son insertion dans le texte est à faire par les notes de bas de page.
- La présentation des références doit suivre les conventions bibliographiques. Il est recommandé d'utiliser les modèles {{Ouvrage}}, {{Chapitre}}, {{Article}}, {{Lien web}} et/ou {{Bibliographie}}. Le mode d'édition visuel peut mettre en forme automatiquement les références.
- Insérer une infobox (cadre d'informations à droite) n'est pas obligatoire pour parachever la mise en page.

Pour une aide détaillée, merci de consulter Aide:Wikification.
Si vous pensez que ces points ont été résolus, vous pouvez retirer ce bandeau et améliorer la mise en forme d'un autre article.
Vincent Ndoumbe, de son nom complet Vincent Ndoumbe Douala Ngongui, est un producteur et réalisateur camerounais né le 22 janvier 1953 à Douala et décède le 9 décembre 2024 dans la même ville. Alors surnommé "le pionnier de la tour d'aluminium de Mballa 2", il est la figure emblématique de la télévision nationale grâce à ses nombreux chefs-d'œuvre audiovisuels. On lui doit donc plusieurs productions et réalisations notables telles que les magazines Accord majuscule, Just for fun ou la série Cité campus. 

## Biographie

### Études
Vincent Ndoumbe obtient un D.E.A en philosophie à la Sorbonne, à Paris, à l'âge de 22 ans.

### Vie professionnelle
Après ses études en France, Vincent Ndoumbe rentre au Cameroun et, âgé de 28 ans, occupe peu après les fonctions de chef service au Ministère de l'Information et de la Culture,.

Cameroon Radio and Television

En 1984, sa passion pour l'audiovisuel l'amène à abandonner ses responsabilités pour se présenter à un concours de réalisateur-producteur. Ensuite, il intègre le centre de formation professionnel de la télévision nationale, une formation de trois ans dans la réalisation et la production, et effectue des stages en France et en Allemagne. Ce parcours lui permet d'intégrer, en 1988, la télévision nationale, la CRTV (Cameroon Radio and Television).

## Carrière

### Productions et réalisations

#### Magazines
Après son intégration à la télévision nationale, Vincent Ndoumbe réalise de 1988 à 1998 son premier magazine Accord Majuscule : il s'agit d'une émission à caractère culturel mettant en lumière les personnalités de l'univers artistique et culturel.

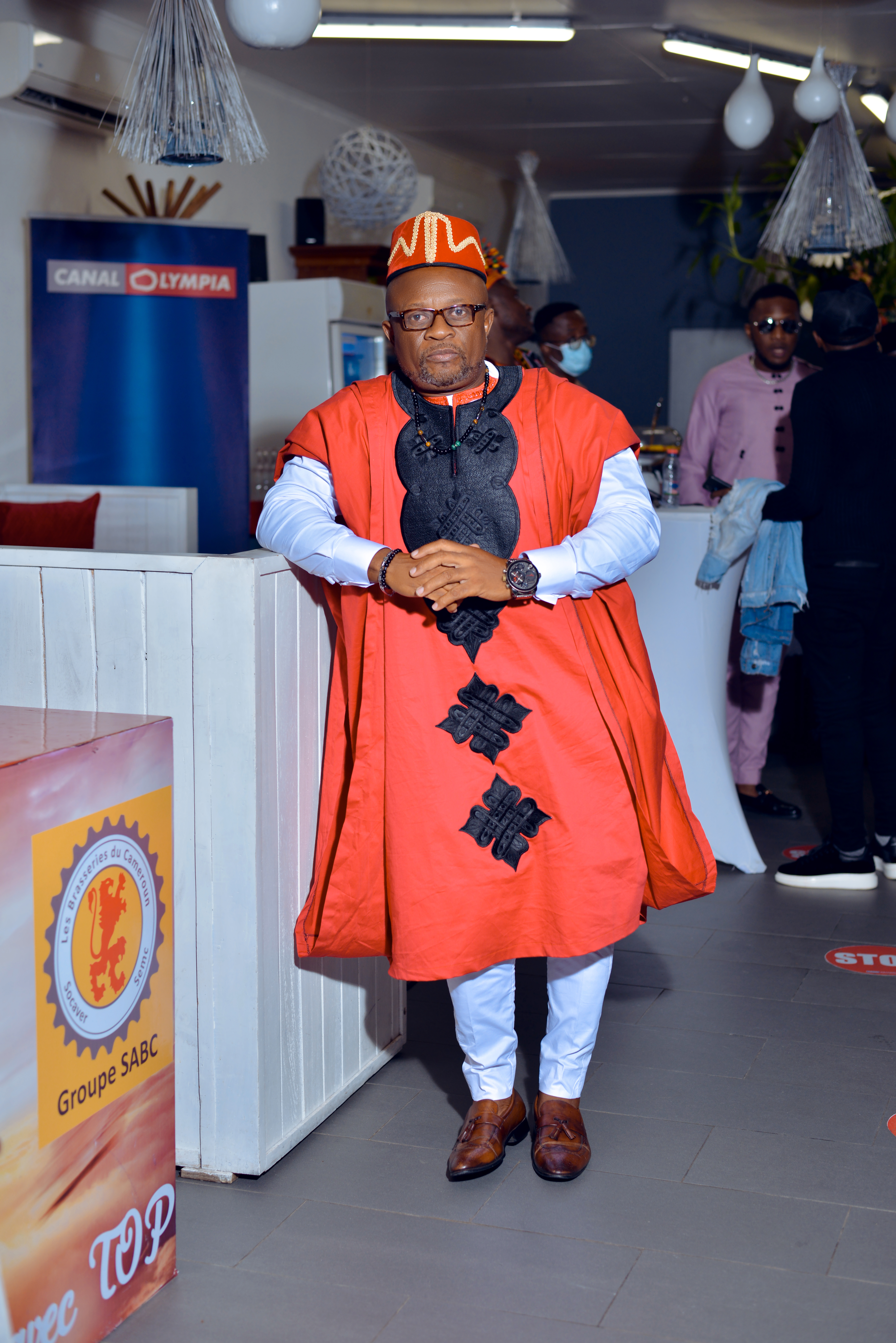
Rigobert Tamwa

De 1999 à 2002, ayant mis un terme à la réalisation de son magazine, il lance Just For Fun, le tout premier magazine humouristique aux articulations satiriques, diffusé à la CRTV. Le programme révèle des talents tels que l'acteur Rigobert Tamwa connu sous le pseudonyme « Eshu »; il voit également passer l'artiste Koppo.

#### Cinéma
En 1988, pour le tournage de son premier film Chocolat, il est l'assistant réalisateur de Claire Denis. Le film est tourné au Cameroun.
En 1992, toujours en tant qu'assistant réalisateur, c'est aux côtés du réalisateur Jean Pierre Bekolo que Vincent Ndoumbe participe au tournage de Quartier Mozart, son deuxième film,.
Vincent Ndoumbe se met à l'écriture du sitcom Cité Campus qui paraît en 2002. S'inspirant de différentes prestations des jeunes dans Just For Fun, la série télévisée retrace le quotidien des jeunes pendant la préparation du baccalauréat à travers des intrigues et problèmes spécifiques de la jeunesse camerounaise. 
En 2008, il se retranche à Bonandale, un quartier de Douala, avec son équipe de techniciens et comédiens, pour réaliser le sitcom Retrouvaille Bar de Chez nous. On y note le come-back de l'acteur Rigobert Tamwa « Eshu ».

#### Documentaire
Après des années d'inactivité, Vincent Ndoumbe signe son retour avec un documentaire sur la ville de Douala et son fleuve Wouri.

### Révélations de talents

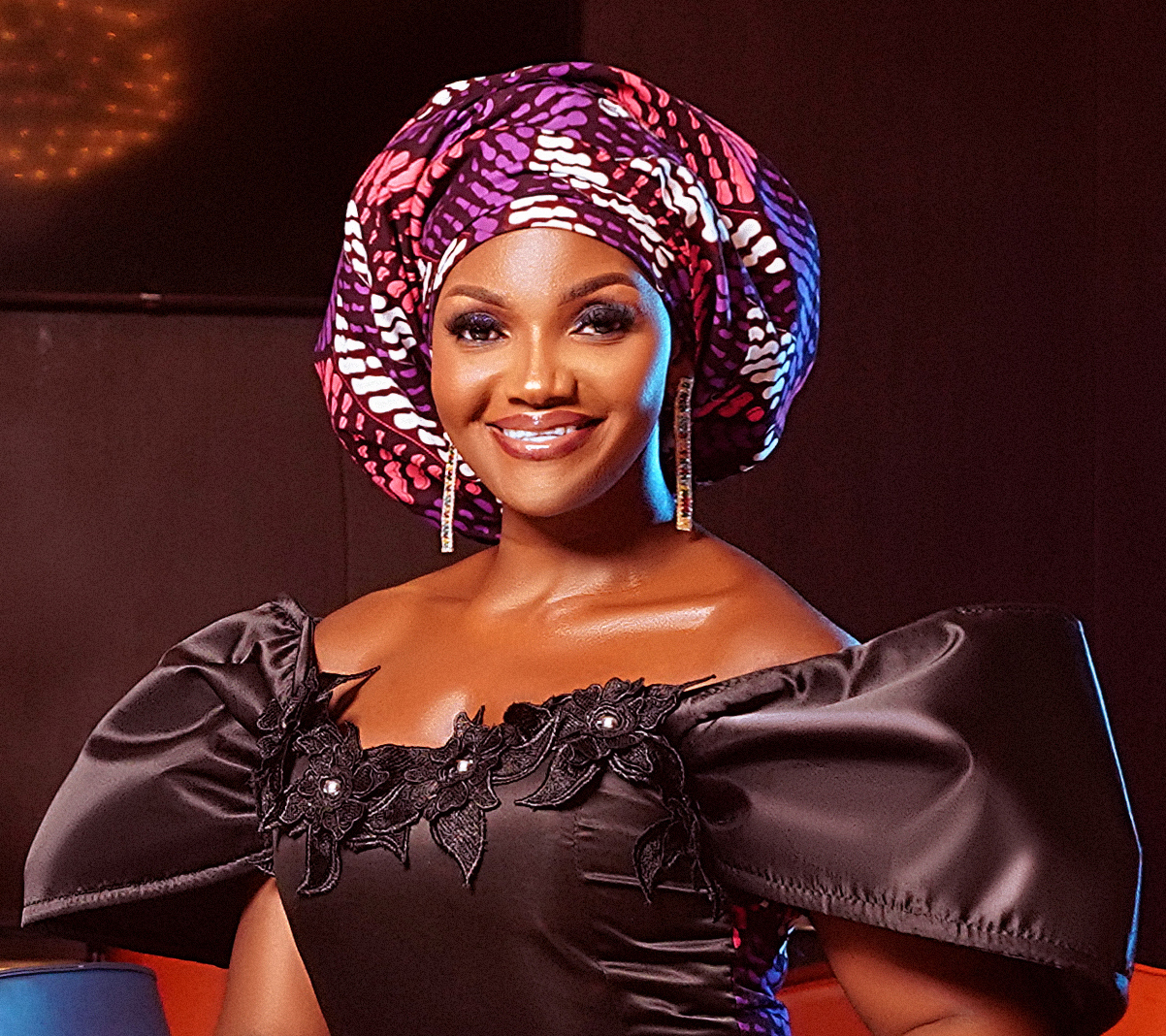
Kareyce Fotso

Grâce à ses œuvres, Vincent Ndoumbe révèle des talents connus de la scène artistique, dont Rigobert Tamwa « Eshu », Donny Elwood, Deneuve Djobong, Koppo et Kareyce Fotso.

### Centre de formation
Vincent Ndoumbe lance à Bonaberi, CADR'A FILMS (Centre des arts dramatiques et audiovisuels/Forum de l'image, de la lumière, du mouvement et du son), un centre de formation professionnel destiné aux métiers du cinéma et de l'audiovisuel.

## Œuvres

### Filmographie
- Chocolat (1988)
- Quartier Mozart (1992)
- Cité Campus (2002)

### Magazine
- Accord majuscule (1988-1998)
- Just For Fun (1999-2002)

## Anecdotes
Grâce au programme Accord Majuscule, les téléspectateurs camerounais découvrent Samuel Minkio Mbamba, compositeur de l'Hymne National du Cameroun.
Just For Fun est le tout premier programme satirique diffusé sur la télévision publique.
Lors du tournage du film Quartier Mozart, Vincent Ndoumbe y contribue aussi pour le site en faisant déménager sa famille de leur concession.